# Eremophila obovata
Eremophila obovata là một loài thực vật có hoa trong họ Huyền sâm. Loài này được L.S.Sm. mô tả khoa học đầu tiên năm 1956.